# Parabuteo
Parabuteo Ridgway, 1874 è un genere di uccelli rapaci della famiglia Accipitridae.

## Tassonomia
Il genere comprende le seguenti specie:
- Parabuteo unicinctus (Temminck, 1824) - poiana di Harris
- Parabuteo leucorrhous (Quoy & Gaimard, 1824) - poiana groppabianca